# Cadena perpetua
Cadena perpetua es una denominación popularmente utilizada para referirse a una variedad de penas privativas de libertad utilizadas en el derecho penal que tienen en común el encierro de por vida de la persona condenada hasta su fallecimiento, o hasta el máximo permitido por la ley. La pena corresponde a delitos de extrema gravedad. En muchos regímenes penales, las antiguas penas de «cadena», llamadas así debido a que la persona condenada debía permanecer encadenada, han sido sustituidas por las llamadas de penas de encierro, o penas de encarcelamiento, que poseen variantes de acuerdo al mayor o menor rigor de las condiciones del encierro (prisión, presidio, reclusión, penitenciaría, arresto, etc). Muchos países han abolido las penas de encierro vitalicio como contrarias a los derechos humanos, debido a lo cual en estos países la pena de cadena perpetua no puede exceder la duración máxima legal, aun cuando la ley utilice la denominación de «perpetua».

## Aclaración terminológica
La locución «cadena perpetua» hace referencia a una pena que ya se ha extinguido en la casi totalidad de las legislaciones de habla castellana (solo Perú mantiene esta locución en su legislación aunque tampoco existe la «cadena» como pena). A este tipo de pena, recogida en los códigos penales decimonónicos, se la fraccionaba en «años de cadena» y la más gravosa era la «cadena perpetua» lo que significaba pasar el tiempo de la condena encadenado a un muro o a un peso, como una bola de acero. Hoy se habla de "prisión perpetua" o más técnicamente "prisión o reclusión por tiempo indeterminado", pues ya no se encadena a los presos y la condena de por vida es extremadamente excepcional. De todos modos se sigue utilizando "cadena perpetua" como designación coloquial de este tipo de condena.

## Regulación por país

Cadena perpetua en el mundo:
Contemplada como sanción penal
Contemplada como sanción penal con ciertas restricciones
Cadena perpetua abolida
Información insuficiente

### Argentina
En Argentina, el Código Penal establece dos tipos de penas de encierro llamadas, reclusión y prisión, siendo las condiciones de encierro de la primera más rigurosas que la segunda. El Código contempla las penas de reclusión perpetua y prisión perpetua para los delitos de homicidio agravado (art. 80), abuso sexual en el que resultara la muerte de la víctima (art. 124), desaparición forzada de personas agravada (art. 142 ter), torturas en las que se causara la muerte (art. 144 ter) y traición a la patria (art. 214).  
La condena máxima en Argentina es de cincuenta (50) años. El condenado a reclusión o prisión perpetua que hubiere cumplido treinta y cinco (35) años de condena, observando con regularidad los reglamentos carcelarios, podrá obtener la libertad por resolución judicial bajo ciertas condiciones que establece la ley penal (art. 13 CP). Para obtener la libertad condicional uno de los requisitos es no ser reincidente (art. 14 C.P.) y a partir de la reforma del 2017 no haber cometido los delitos gravísimos enumerados en el artículo 14 del Código Penal (homicidio agravado, delitos contra la integridad sexual, privaciones de libertad, robos y torturas en los que resultare muerte, terrorismo, trata de personas, narcotráfico y delitos aduaneros más graves). Una vez revocada la libertad condicional, no se puede volver a obtenerla (art. 17 C.P.).
Además de ello, existe en el Código Penal argentino la figura de "reclusión por tiempo indeterminado" en casos de reincidencia múltiple (art. 52 C.P.), que deja al arbitrio de los jueces, conforme a los informes de prisión y evaluaciones periciales si el recluso está o no en condiciones de ser liberado. Carlos Eduardo Robledo Puch es la persona que más tiempo ha estado y está en prisión. Se encuentra detenido desde 1972 y, actualmente, continúa preso.

### Nicaragua
En Nicaragua, el presidente  Daniel Ortega comunicó a la nación en el acto de celebración del 199 aniversario de independencia que solicitó a la Corte Suprema de Justicia de Nicaragua crear una reforma constitucional del ámbito judicial para aprobar la prisión perpetua, esta declaración del Mandatario se dio después del asesinato y violación de dos menores de edad en Mulukuku.
Tras la presentación por parte del partido gobernante Frente Sandinista de Liberación Nacional ante la Asamblea Nacional de Nicaragua La reforma al artículo 37 de la Carta Magna el cual se leería así: Artículo 37. La pena no trasciende de la persona del condenado. No se impondrá pena o penas que aisladamente o en conjunto duren más de 30 años. Excepcionalmente se impondrá la pena de prisión perpetua revisable para la persona condenada por delitos graves, cuando concurran circunstancias de odio, crueles, degradantes, humillantes inhumanas, que por su impacto causen conmoción, rechazo, indignación, repugnancia en la comunidad nacional. La ley de la materia determinará regulará su aplicación.
Se espera que esta reforma sea enviada a una comisión especial del legislativo para su discusión, luego enviada al pleno para su posible aprobación. Debido a la crisis sociopolítica en el país, se ha especulado que la reforma constitucional obedece a un tema político. Se ha consultado a las instituciones estatales del país y sectores que apoyan al partido de gobierno.
Tras el dictamen favorable de la Comisión Especial de Carácter Constitucional el parlamento nicaragüense aprobó con 70 votos a favor en primera legislatura la reforma parcial de la carta magna según establece la constitución política; el 18 de enero de 2021 el Congreso de Nicaragua aprobó en segunda legislatura la reforma parcial constitucional.  
Bernardo Pastrana Ochoa y Jorge Luis Mondragón se convirtieron en los primeros ciudadanos en ser condenados a Cadena Perpetua Revisable según sentencia firme judicial. Según la Ley 1052, referida a la Cadena Perpetua, en caso de ser condenado a cárcel de por vida, la sentencia únicamente puede ser revisada por la Corte Suprema De Justicia de la República de Nicaragua (CSJ), cuando la persona sentenciada haya cumplido 30 años de cárcel.

### Australia
Obligatoria en caso de tráfico de drogas o de asesinato alevoso, Katherine Knight fue la primera mujer en recibir la cadena perpetua.

### Brasil
En Brasil, la pena máxima es de 40 años. El multihomicida Pedro Rodrigues Filho estuvo 34 años preso; pero en 2007, debido a que los nuevos códigos penales en Brasil no permitían superar los 30 años de condena, fue liberado.

### Canadá
En Canadá la cadena perpetua es obligatoria en caso de asesinato. El periodo mínimo para la libertad condicional es de 25 años para los asesinatos en primer grado y de 10 a 25 años para los asesinatos en segundo grado. Por otro lado, en algunos casos para los menores de edad, la pena máxima es de 10 años o también pueden recibir la prisión perpetua.

### Chile
En Chile existen dos instituciones relacionadas con la prisión perpetua. Por un lado, está la prisión perpetua como tal, que se traduce en la imposibilidad de ser objeto de beneficio intrapenitenciario alguno o de algún otro por conducta (salida dominical, reclusión nocturna, por ejemplo), por 20 años. Por otro lado, al derogarse en mayo del año 2001 la pena de muerte para delitos civiles y militares en tiempo de paz, se estableció en reemplazo la llamada pena presidio perpetuo calificado (artículo 32 bis del Código Penal de Chile). Esta última no permite al condenado acceder a ningún beneficio por el plazo de 40 años, y esto solo con la aprobación por mayoría de los miembros en ejercicio de la Corte Suprema de Chile. Se encuentra contemplado como la pena más alta solo para algunos delitos: atentado contra la seguridad exterior de la República seguida de guerra (art. 106 del Código Penal), secuestro con homicidio o violación (art. 141 del CP), homicidio de un fiscal del Ministerio Público o defensor penal público en razón del ejercicio de sus funciones (art. 268 ter del CP), violación con homicidio (art. 372 bis del CP), parricidio (art. 390 del CP), y robo con violación u homicidio (art. 433 N.º 1 del CP).

### República Dominicana
La legislación dominicana no se contempla la pena de muerte. La misma fue suprimida en 1908 durante una reforma constitucional.  En 1924 se consagró el principio de la inviolabilidad de la vida y se descartó para siempre esta pena.

### República Popular China
La cadena se presenta como una alternativa menor a la pena capital en china en caso de apelación o de ser conmutada la pena, la viuda de Mao Jiang Qing inicialmente fue condenada a muerte pero su condena se cambió por la perpetua.

### Colombia
En la actualidad, Colombia ya no contempla la pena de prisión perpetua luego de que la Corte Constitucional declarara inconstitucional dicha sanción. En ese sentido, la pena máxima de prisión es de 60 años de acuerdo a su Código Penal
Anteriormente, se contempló la pena de prisión perpetua como sanción por delitos de homicidio y acceso carnal en menores de edad, con posibilidad de revisar la sentencia, esto tras una reforma a la Constitución de Colombia el 22 de julio de 2020.
En Colombia se encuentra el caso de Luis Alfredo Garavito el mayor asesino en serie de niños en la humanidad, fue condenado a 40 años de cárcel por la Fiscalía General de la Nación el 23 de abril del año 1999, negando así solicitudes a pena de muerte o cadena perpetua en el país. La reclusión perpetua en Colombia existió inicialmente por la Constitución de 1886 siendo abolida tras la reforma de 1936.
La mayor pena impuesta por el sistema judicial colombiano le fue dada a Rafael Uribe Noguera, por la violación y posterior asesinato de la niña Yuliana Samboní, de 7 años, ocurrida el 4 de diciembre de 2016. Por estos hechos se le imputó una pena de 58 años de cárcel.

### Ecuador
El Código Penal establece que bajo ningún concepto una persona puede ser condenado a más de 40 años en prisión, aun cuando la suma de las penas que pudieran corresponderle por cometer varios delitos en concurso real, o la acumulación de penas, superara ese tiempo (arts. 20, 55 y 59, vigentes al 30/5/2020).

### España
Históricamente en España la cadena perpetua se utilizó solo de forma excepcional hasta el siglo XIX. Fue en este siglo, y concretamente con el código penal de 1822, cuando se empezó a aplicar con frecuencia como alternativa a la pena de muerte. Un siglo después, con el código penal de 1928, se suprimió la cadena perpetua. Finalmente, el 1 de junio de 2015 el gobierno de Mariano Rajoy volvió a incluirla en las leyes penales con el nombre de prisión permanente revisable.
Antes de esta reforma se establecía el límite de 40 años como el máximo que una persona puede cumplir en prisión de forma continua, cuando sea condenado por dos o más delitos con pena de más de 20 años cada uno, o dos o más delitos y al menos uno de ellos lo sea de terrorismo y con pena superior a 20 años. Miguel Montes Neiro es la persona que más tiempo ha estado en la cárcel en España, de forma no continuada, en total 36 años (desde 1976 hasta 2012).[cita requerida] Fue declarado prófugo en el servicio militar e ingreso en la cárcel por primera vez.
El 14 de septiembre de 2012 el gobierno de Mariano Rajoy anunció una reforma del Código Penal en la que se introduciría la «prisión permanente revisable», una modalidad de la cadena perpetua. Esta era una promesa electoral del Partido Popular, propuesta a raíz de varios asesinatos violentos de gran trascendencia social en los años anteriores como fueron los de Sandra Palo, Mari Luz Cortés, Marta del Castillo y El caso de José Bretón. El ministro de Justicia, Alberto Ruiz-Gallardón, anunció que la prisión permanente revisable se aplicaría sobre delitos de asesinato agravado (asesinato de menores, de personas especialmente vulnerables), asesinatos múltiples, homicidios terroristas, asesinatos cometidos por bandas armadas, genocidio y crímenes de lesa humanidad. La pena de prisión permanente podrá ser revisada a petición del preso una vez pasado un tiempo en función de los delitos cometidos, entre 25 y 35 años. Esta reforma del Código Penal entró en vigor el 1 de junio de 2015. Finalmente, el Tribunal Constitucional español avaló su constitucionalidad el 26 de octubre de 2021, seis años después de ser recurrido por la oposición.

### Irak
Es obligatoria en caso de pertenencia a organización terrorista.

### Países Bajos
En los Países Bajos, la cadena perpetua es una condena a permanecer en la cárcel durante el resto de la vida del reo a menos que el jefe del Estado le conceda el indulto, cosa que solo ha ocurrido dos veces desde la Segunda Guerra Mundial.

### México
En México existe la cadena perpetua. En octubre de 2011, en la Ciudad de Piedras Negras se sancionó una ley que castiga con prisión vitalicia los secuestros, homicidios de periodistas y policías, asesinatos múltiples y extorsión. En diciembre de 2010 se aplicó por primera vez, contra un sujeto de 18 años, hallado culpable del delito de torturas y homicidio contra varias víctimas. A raíz de los Feminicidios en el Estado de México en noviembre de 2011 se reformó el Código Penal del Estado de México, incluyendo el feminicidio y la violación como agravantes para prisión vitalicia.
Algo similar a la cadena perpetua, son las condenas de más de 100 años de cárcel, mismas que en muchos estados de la república son aplicadas, si bien estas penas pueden ser "desmoralizadoras" para los incipientes criminales que las reciben, por muchos especialistas del derecho y juristas de experiencia resultan ser penas inverosímiles e ilógicas, desde un punto de vista humano, mientras una persona promedio que no goza de plena capacidad mental y cognoscitiva con criterio y pensamiento independiente, pueda considerarla como una pena máxima que le priva de la libertad para toda su vida, otras personas que si cuentan con las plenas capacidades mencionadas pueden deducir que es una especie de inverosimilitud y falta de lógica en el sistema judicial mexicano, puesto que la esperanza de vida de una persona es de 73 años en hombres y más de 80 en mujeres muchos podrían argumentar que les den dichas penas, siempre y cuando les garanticen que van a vivir esa cantidad de años, algo que biológicamente es imposible. Por lo tanto la mentalidad de un criminal o de un delincuente no se ve mermada ni se logra una rehabilitación o reducción del riesgo criminal. Solamente es un escaparate publicitario para declarar que la justicia está realizando acciones contundentes contra el crimen pero que, sin embargo, tampoco reflejan algo de verosimilitud. Además de que el sistema de justicia y poder judicial mexicano se encuentra basado más en los principios del derecho romano que en el de los anglosajones, por ende puede desmoralizar ese tipo de condenas a las personas con bajo razonamiento y pensamiento no independiente pero no a personas con altos niveles intelectuales sean criminales o no.

### Noruega
El sistema judicial noruego contempla una pena máxima de hasta 21 años de cárcel. 30 por crímenes de lesa humanidad.

### Panamá
En Panamá la cadena perpetua no existe como tal sin embargo el Código Penal de la República de Panamá señala que en caso de haber un concurso agravado de delitos la condena máxima será de 50 años, en el caso Gilberto Ventura Ceballos en Segundo Tribunal Superior de Justicia emitió una condena de 175 años de cárcel a este ciudadano y otros 5 más, sin embargo ésta tuvo que ser reducida a 50 años ya que existe este impedimento legal el cual prohíbe que la condena sea mayor de 50 años, anteriormente en un concurso agravado de delitos la condena podía ascender a 20 años de prisión y solamente se podía ser procesado por el delito más grave.

### Perú
En Perú la cadena perpetua es obligatoria en caso de homicidio, aunque dependiendo de la intensidad de este. El juez puede determinar imponer cadena perpetua o un tiempo definido, normalmente las cadenas perpetuas son para los asesinos, secuestradores y terroristas. El Poder Judicial ha dictado condenas a cadena perpetua por violación sexual en agravio de menores de edad.
La cadena perpetua en el Perú está dispuesta en su Código Penal en el art. 29 en donde se dispone:
"La pena privativa de libertad puede ser temporal o de cadena perpetua. En el primer caso, tendrá una duración mínima de dos días y una máxima de treinta y cinco años".
Por último, cabe indicar que en cuanto al plazo de la cadena perpetua se precisa en el art. 59-A, inc 1 del Código de Ejecución Penal Decreto Legislativo Nº654 , que:
 "La pena de cadena perpetua será revisada de oficio o a petición de parte cuando el condenado haya cumplido 35 años de privación de la libertad..." y completando en el mismo art. pero en el inc. 6, dispone que: "Cada vez que el órgano jurisdiccional resuelva mantener la condena, después de transcurrido un año, se realizara una nueva revisión, de oficio o a petición de parte,...". Sobre el particular, el Tribunal Consitucional considera que "La cadena perpetua, sin posibilidades de revisión, no es conforme con el derecho-principio de dignidad de la persona humana ni tampoco con los fines constitucionales de las penas".

### Portugal
En Portugal, el límite máximo de la pena de prisión es de 25 años y esto no puede ser superado en ningún caso. Con la reforma penal de Sampaio e Melo en 1884, Portugal se convirtió en el primer país del mundo en abolir la pena de cadena perpetua.[cita requerida]

### Sierra Leona
En Sierra Leona la cadena perpetua no existe, todos los condenados en el tribunal penal para Sierra Leona no pueden superar los 50 o 52 años.

### Singapur
La cadena perpetua es un castigo poco usado en Singapur considerando que los delitos más graves son castigados con la pena de muerte que rige en el país, sin embargo, pequeñas cantidades de drogas (que no sobrepasen lo estipulado para castigar con el castigo capital) o pequeños robos, son castigados con la cadena perpetua sin lugar a la libertad condicional. Singapur tiene una de las leyes más estrictas de todo el mundo.

### Uganda
El presidente de Uganda (Yoweri Museveni) decidió aplicar la cadena perpetua en casos de homosexualidad reincidente.

### Uruguay
En Uruguay no existe la cadena perpetua. Según su Código Penal, la condena máxima es de 30 años de cárcel, más otros 15 años de seguridad, con posibilidad de libertad anticipada.

### Venezuela
En Venezuela la cadena perpetua no existe. Según la constitución venezolana el tiempo máximo por el que una persona puede ser encarcelada es de 30 años. Uno de los casos más conocidos de los condenados a esta pena fue el de Argenis Rafael Ledezma "el Monstruo de Mamera", condenado desde 1980 hasta el 2001 cuando salió en libertad por buena conducta, y cuya historia fue base para la película Macu, la mujer del policía (1987).

### Cuba
En Cuba la cadena perpetua no está expresamente contemplada en el actual Código Penal, que tiene como máxima pena de privación de libertad 30 años, pero en la práctica se dicta como alternativa a la pena de muerte, a menudo en casos de asesinato.